# اللسان المر (مسلسل)
اللسان المر مسلسل بطولة أحمد زكي ومديحة حمدي وأحمد أباظة، ومن تأليف عبد الوهاب الأسواني، وإخراج علوية زكي ، المسلسل تدور أحداثة حول عداء بين قبيلتين، ولكن تقع قصة حب بين شاب وفتاة، وكل منهما ينتمي لأخرى ويحكي المسلسل كيفية اذابة الكراهية والعداوة بين القبلتين عن طريق قصة الحب .

## طاقم مسلسل العمل
| - مديحة حمدي - أحمد زكي - أحمد أباظة - حسن عابدين - زوزو نبيل - محمد السبع - إحسان شريف - إحسان القلعاوي - إبراهيم الشامي - ناهد سمير - مصطفى متولي | - محمد الشويحي - مصطفى الدمرداش - سيد عبد الكريم - حافظ أمين - مجدي مجاهد - أحمد بدير - أحمد حجازي - خالد حمزة - أبو الفتوح عمارة - حمادة عبد الحليم - قاسم شحاته | - فاروق عطية - عبد الحميد أنيس - عبد الحي عزب - عماد طه صقر - عماد نصر - نادر نور الدين - ليلى فارس - سيد يحيى علي - أصيلة قرني - فتحية رشدي - فتحي السيد | - رباب - نبوية سعيد - قدرية كامل - سيد محمود - سيد عناني - رشدي عسكر - صلاح عبد الغني - أمين عنتر - صفوت القشيري - عبد الحليم النحاس |